# Jazzmatazz, Vol. 1
Jazzmatazz, Vol. 1 – jazzrapowy album nagrany przez artystę tworzącego alternatywny hip-hop – Guru, wydana 18 maja 1993 przez Chrysalis Records. Płyta zrewolucjonizowała jazz rap i jest powszechnie uważana za pierwszą płytę, która jest w całości fuzją hip-hopu z jazzem. W tle słychać żywą orkiestrę, w której skład wchodzą artyści tacy jak Donald Byrd, Roy Ayers, Lonnie Liston Smith czy Branford Marsalis. Na albumie można usłyszeć też udzielających się wokalnie N’Deę Davenport z zespołu Brand New Heavies, francuskiego rapera MC Solaar czy Big Shuga.

## Lista utworów
1. „Introduction” – 1:20
2. „Loungin'” (Donald Byrd, trąbka i pianino) – 4:38
3. „When You’re Near” (N'Dea Davenport, głos i Simon Law, keyboard) – 4:02
4. „Transit Ride” (Branford Marsalis, altowy i sopranowy saksofon i Zachary Breaux, gitara) – 3:58
5. „No Time to Play” (Ronny Jordan, gitara i D. C. Lee, głos i Big Shug, głos) – 4:54
6. „Down to the Backstreets” (Lonnie Liston Smith, pianino akustyczne i elektryczne Lil' Dap, perkusja) – 4:47
7. „Respectful Dedications” –: 54
8. „Take a Look (At Yourself)” (Roy Ayers, wibrafon) – 3:59
9. „Trust Me” (N'Dea Davenport, głos) – 4:27
10. „Slicker Than Most” (Gary Barnacle, saksofon i flet) – 2:36
11. „Le Bien, Le Mal” (MC Solaar) – 3:21
12. „Sights in the City” (Courtney Pine, saksofon altowy i sopranowy oraz flet, Carleen Anderson, głos i Simon Law, keyboardy) – 5:10